# Каза Роко д'Амато (Салерно)
Каза Роко д'Амато је насеље у Италији у округу Салерно, региону Кампанија.
Према процени из 2011. у насељу је живело 688 становника. Насеље се налази на надморској висини од 203 м.